# Ždánov
Ždánov (deutsch Tannawa) ist eine Gemeinde in Tschechien. Sie liegt sechs Kilometer nordwestlich von Domažlice und gehört zum Okres Domažlice.

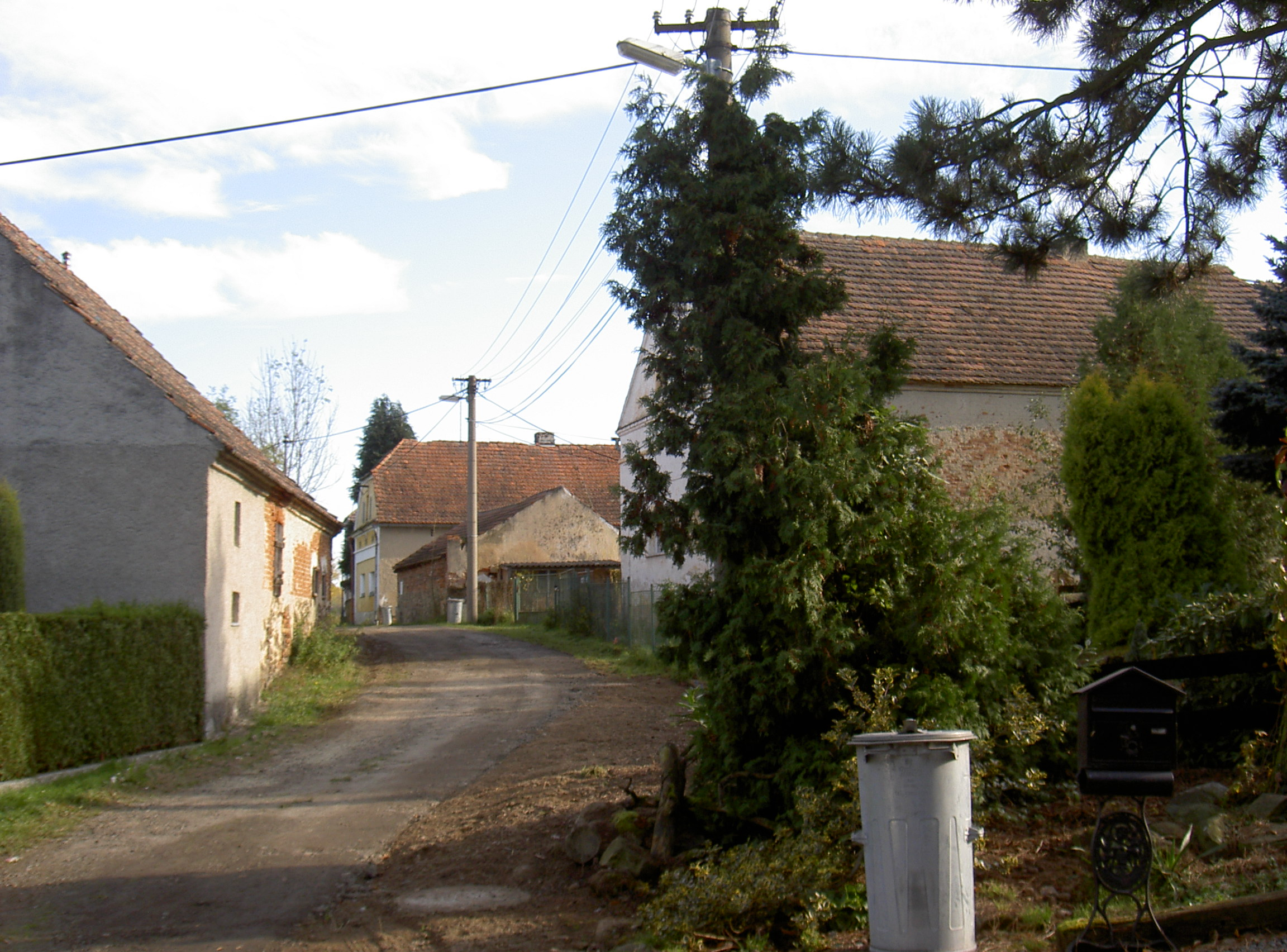
Ždánov (okres Domažlice)

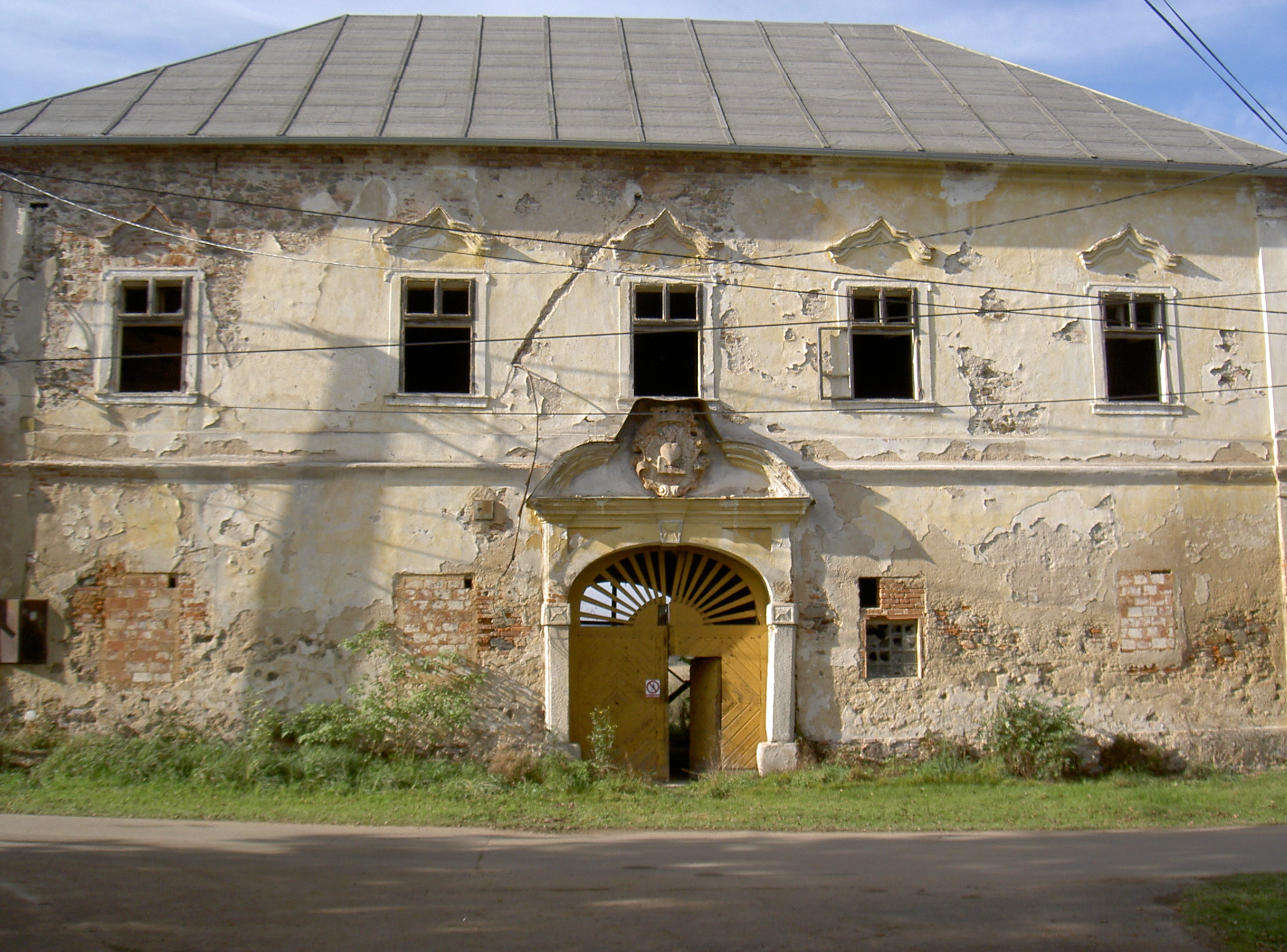
Das verlassene Schloss (zámek) Ždánov wartet auf einen Investor

## Geographie
Ždánov befindet sich im Tal eines kleinen Zuflusses zum Černý potok in der Chodská pahorkatina. Im Ort liegt der Teich Veský rybník. Nördlich erheben sich der Pařezovský vrch (Parisauberg, 485 m) und der Červený vrch (Rother Berg, 498 m) und im Süden der Hrádek (Spitzberg, 585 m). Östlich des Dorfes verläuft die Straße I/26 zwischen Horšovský Týn und Furth im Wald.
Nachbarorte sind Otov, Ohnišťovice und Meclov im Norden, Březí, Němčice und Bozdíš im Nordosten, Luženice und Luženičky im Osten, Draženov und Petrovice im Südosten, Dobrá Voda, Újezd, Pila, Trhanov und Nový Hamr im Süden, Dlouhý Mlýn, Klenčí pod Čerchovem und Díly im Südwesten, Červený Mlýn, Postřekov und Mlýnec im Westen sowie Podhamří, Papírna, Nový Kramolín, Nový Pařezov und Starý Pařezov im Nordwesten.

## Geschichte
Die erste schriftliche Erwähnung des Dorfes erfolgte um 1420 unter den Gütern des Klosters Stockau. Später fiel das Dorf wüst und wurde 1579 neu besiedelt. Gepfarrt war das Dorf nach Schüttwa. Im Jahre 1684 wurde in Hrůbek an der Grabstätte des seliggesprochenen Augustinereremiten Koloman, der in Tannawa gelebt hatte, die frühbarocke Kapelle des sel. Koloman geweiht. 1730 ließen die Stockauer Augustiner-Eremiten in Tannawa ein Schlösschen mit Wirtschaftshof errichten. Im Zuge der Josephinischen Reformen wurde das Kloster Stockau 1787 aufgehoben, die Kapelle wurde sich selbst überlassen. Im Jahre 1814 gründete Franz Joseph Mayer im Schloss Tannawa eine Porzellanmanufaktur.
Nach der Aufhebung der Patrimonialherrschaft bildete Tannawa / Žďánov ab 1850 eine Gemeinde im Klattauer Kreis und Gerichtsbezirk Taus. Die Gemeinde Trasenau ließ 1860 die wüste Kapelle des sel. Koloman wieder herrichten, am 14. Oktober 1860 wurde sie wieder geweiht. Ab 1868 gehörte die Gemeinde zum Bezirk Taus. Bis 1880 wurde in Tannawa Porzellan der Marke Tannava produziert. Als tschechischer Name wurde seit Anfang des 20. Jahrhunderts Zdanov t. Žďanov verwendet. Die heutige Namensform Ždánov wurde 1924 eingeführt. 1930 lebten in Tannawa 275 Personen.
Nach dem Münchner Abkommen wurde die Gemeinde dem Deutschen Reich zugeschlagen und gehörte bis 1945 zum Landkreis Bischofteinitz. Im Jahre 1939 hatte Tannawa 274 Einwohner.
Nach dem Ende des Zweiten Weltkrieges wurden die meisten Deutschen vertrieben und Tschechen angesiedelt. Das Schloss diente danach als Sitz des Örtlichen Nationalausschusses (MNV).
1958 wurde die Kapelle des sel. Koloman zum Denkmal erklärt. Nachdem im Juni 1961 das Dach der Kapelle abgebrannt war, wurde das ansonsten noch intakte Denkmal nicht wieder aufgebaut, sondern 1963 abgerissen. 1980 wurde die Kapelle aus der Denkmalliste gestrichen. Zwischen 1985 und 1990 gehörte Ždánov als Ortsteil zu Draženov.

## Gemeindegliederung
Für die Gemeinde Ždánov sind keine Ortsteile ausgewiesen. Zu Ždánov gehören die Ortslage Hrůbek und Einschicht Červený Mlýn (Rothmühle).

## Sehenswürdigkeiten
- Schloss Ždánov, errichtet 1730 als Sommersitz für Gäste des Klosters Stockau, das verfallene Bauwerk steht zum Verkauf
- Statue des hl. Augustin aus dem Jahre 1763, vor dem Hauptgebäude des Klosterhofs
- Naturreservat Postřekovské rybníky, westlich des Dorfes